# 君が空だった
「君が空だった」（きみがそらだった）は、2004年11月26日にLantisよりリリースされた美郷あきの1作目のシングル。

## 解説
- テレビアニメ『舞-HIME』エンディングテーマとして発表された楽曲。
- ジャケットには鴇羽舞衣、玖我なつき、美袋命のイラストが使用されている。

## 収録曲
（全作詞:畑亜貴）
1. 君が空だった [4:32] 
  - 作曲・編曲：飯塚昌明
2. TOMORROW'S TRUE [4:30] 
  - 作曲：mia、編曲：鈴木雅也
3. 君が空だった (off vocal)
4. TOMORROW'S TRUE (off vocal)

## タイアップ
- テレビアニメ『舞-HIME』エンディングテーマ